# Composante Marine
Composante marine ((dansk): "Den maritime komponent". (nederlandsk/hollandsk): Marinecomponent) er den maritime del af det belgiske forsvar.

## Historie

### Tidligere historie
Den belgiske flåde blev første gang etableret som Marine Royale i 1831. Denne styrke har fungeret i længere perioder som en del af det belgiske forsvar igennem historien.
Efter den belgiske revolution, og landets selvstændighed i 1830, blokerede en hollandsk eskadre Schelde æstuarium. For at modsvare denne trussel beordrede den belgiske kongres bygningen af to brigantiner, som fik navnene Congrès og Les Quatre Journées. Efter en fransk armé ført af Étienne Maurice Gérard, Marskal af Frankrig, erobrede citadellet i Antwerpen i 1832 blev erobrede hollandske kanonbåde overført til belgisk tjeneste. I 1840 købte den belgiske regering skonnerten Louise Marie og i 1845 briggen Duc de Brabant. I 1865 opløste regeringen officielt flåden og fulgte herefter en minimalistisk flådepolitik hvilket betød at frem til 1. verdenskrigs udbrud var Belgien ikke i besiddelse af en flåde. 
Krigen ændrede denne politik, og i 1917 blev et korps af "torpedomatroser og søfolk" (Corps des Torpilleurs et Marins) etableret. Belgiske sømænd gjorde tjeneste om bord på franske minestrygere og tilbød artillerister til belgiske handelsskibe. Versailles-freden tildelte Belgien 11 torpedobåde og 26 minestrygere. På grund af budgetproblemer afskaffede Belgien endnu engang flåden. I 1939, betød den voksende trussel om en ny krig mod Tyskland at den belgiske flåde endnu engang opstod, denne gang som "flådekorpset" (Corps de Marine). Denne nye flåde eksisterede dog knapt et helt år frem til den tyske invasion i maj 1940.
Under 2. verdenskrig undslap mange besætningsmedlemmer fra flådekorpset sammen med fiskere og koffardimatroser til Storbritannien med det ene formål at komme til at kæmpe imod den tyske besættelsesmagt. Royal Navy drog fordel af dette til at hverve belgiske sømænd ind i besætninger af næsten udelukkende belgiske matroser og officerer. Fra 1940 til 1946 bemandede den belgiske del af Royal Navy to korvetter (Buttercup og Godetia), en eskadre af minestrygere og tre patruljebåde (Phrontis, Electra og Kernot). I 1946 donerede Storbritannien skibene (sammen med deres besætninger) til Belgien, og blev således fundamentet i den nye belgiske flåde.

### Efter den kolde krig
I begyndelsen af 1990'erne, betød afslutningen på den kolde krig at den belgiske regering begyndte en ny omstrukturering af det belgiske forsvar i forhold til den ændrede trusselsvurdering. Dette betød nedskæringer og en reduktion af den stående styrke. I den belgiske flåde betød det blandt andet at man lagde en fregat af Wielingen-klassen op og solgte tre Tripartite-klasse minerydningsfartøjer til Marine Nationale. I 2002 besluttede man at forenkle strukturen i hele det belgiske forsvar hvilket betød at de tre værns operative kommandoer blev nedlagt og samlet direkte under forsvarsministeriets "trænings- og operationsdepartement". På denne måde blev den tidligere belgiske flåde til den maritime komponent (COMOPSNAV) i det belgiske forsvar. Den maritime komponent kaldes dog stadig for Marinen.
Den 20. juli 2005 besluttede den belgiske flåde at købe to Karel Doorman-klasse fregatter fra Koninklijke Marine til at erstatte de to tilbageværende fregatter af Wielingen-klassen (Wielingen og Westdiep). Den 21. december 2005 solgte den hollandske regering Karel Doorman (F827) og Willem Van Der Zaan (F829) til Belgien. De to skibe blev solgt for omkring 250 millioner euro. De to tidligere hollandske fregatter indgik i officiel tjeneste i Composante Maritime mellem 2007-2008.
I oktober 2005 solgte man fregatten Wandelaar (Wielingen-klassen) til den bulgarske flåde som omdøbte skibet til Drăzki. Bulgarien overvejer at købe endnu en enhed af klassen samt en minestryger.

## Mission
I krise- og krigstid er den belgiske flådes opgaver, i samarbejde med allierede, at opretholde international lov, menneskerettighederne og belgisk suverænitet indenfor belgisk territorialfarvand og ansvarsområder, forsvare handelslinjerne, hovedveje og beskytte belgiske havne imod luft-, overflade- og undervandsangreb.
I fredstid har flåden følgende opgaver:
- Sikre belgiske interesser til søs.
- At give støtte til diplomatiet og udenrigshandelen.
- Teknisk og militært samarbejde med militære samarbejdspartnere.
- Deltagelse i humanitære operationer.
- Nationale forpligtelser i landets farvande:
  - Oceanografiske undersøgelser.
  - Fiskeriinspektion
  - Forureningsbekæmpelse
  - Deltagelse i søredning i nationale og internationale farvande.
  - Støtte til toldvæsnet og politiet.
  - Søopmåling
  - Træning af civile skibsofficerer
  - Suverænitetshævdelse
  - Minerydning til søs
- Øvelse i krigstidsopgaver.
- Magtprojektion sammen med allierede styrker.

## Flåden

### Fregatter
Karel Doorman-klassen
- F930 Leopold I
- F931 Louise-Marie

### Minerydningsfartøjer
Flower-klassen
- M915 Aster
- M916 Bellis
- M917 Crocus
- M921 Lobelia
- M923 Narcis
- M924 Primula

### Patruljefartøjer
- P902 Liberation: et ældre patruljefartøj bygget i 1954, primært brugt i sommerhalvåret til PR

### Støtteskibe
- A950 Valcke, slæbebåd
- A958 Zenobe Gramme, sejlskib
- A960 Godetia, kommando- og støtteskib
- A962 Belgica, havundersøgelsesskib
- A963 Stern, Søassistancefartøj
- A983 Quatuor (2006-), kongeskib
- A995 Spich (2003-), RHIB
- A996 Albatros, slæbebåd
- A997 Spin, havnechalup
- A998 Werl (2003-), RHIB
- A999 Barbara, luftpudebåd

## Rangorden

### Officersgruppen
| NATO-rang              | OF-10 | OF-9                    | OF-8                              | OF-7                                       | OF-6                                           | OF-5                                           | OF-4                                        | OF-3                                         | OF-2                                                                        | OF-2                                             | OF-1                                          | OF-1                                                                  |
| ---------------------- | ----- | ----------------------- | --------------------------------- | ------------------------------------------ | ---------------------------------------------- | ---------------------------------------------- | ------------------------------------------- | -------------------------------------------- | --------------------------------------------------------------------------- | ------------------------------------------------ | --------------------------------------------- | --------------------------------------------------------------------- |
| Distinktion            | -     | Admiral                 | Viceadmiral                       | Kontreadmiral                              | Flotilleadmiral                                | Kommandør                                      | Kommandørkaptajn                            | Orlogskaptajn                                | Kaptajnløjtnant                                                             | Premierløjtnant                                  |                                               | Løjtnant                                                              |
| Belgisk rang           | -     | FR: Amiral NL: Admiraal | FR: Vice-amiral NL: Vice-Admiraal | FR: Amiral de division NL: Divisieadmiraal | FR: Amiral de flottille NL: Flottieljeadmiraal | FR: Capitaine de vaisseau NL: Kapitein ter Zee | FR: Capitaine de frégate NL: Fregatkapitein | FR: Capitaine de corvette NL: Korvetkapitein | FR: Lieutenant de vaisseau de 1ère classe NL: Luitenant-ter-zee 1ste klasse | FR: Lieutenant de vaisseau NL: Luitenant-ter-zee | FR: Enseigne de vaisseau NL: Vaandrig-ter-zee | FR: Enseigne de vaisseau de 2e classe NL: Vaandrig-ter-zee 2de klasse |
| Tilsvarende dansk rang | -     | Admiral                 | Viceadmiral                       | Kontreadmiral                              | Flotilleadmiral                                | Kommandør                                      | Kommandørkaptajn                            | Orlogskaptajn                                | Kaptajnløjtnant                                                             | Premierløjtnant                                  | Løjtnant                                      | -                                                                     |
|                        |       |                         |                                   |                                            |                                                |                                                |                                             |                                              |                                                                             |                                                  |                                               |                                                                       |

### Sergent- og meniggruppen
| Distinktion            | -                                               | -                                     | -                                       | -                             | -                                | -                      | -                             | -                                                          | -                                                 | -                                       | -                               | -                          |  |  |  |  |  |
| Hollandsk rang         | FR: Maître-principal-chef NL: Oppermeester-chef | FR: Maître-principal NL: Oppermeester | FR:1e Maître-chef NL: 1ste Meester-chef | FR:1e Maître NL: 1ste Meester | FR: Maître-chef NL: Meester-chef | FR: Maître NL: Meester | FR: 2e Maître NL: 2de Meester | FR: 1er Quartier-maître-chef NL: 1ste Kwartiermeester-chef | FR: Quartier-maître-chef NL: Kwartiermeester-chef | FR: Quartier-maître NL: Kwartiermeester | FR: 1er Matelot NL: 1er Matelot | FR: Matelot NL Matroos     |  |  |  |  |  |
| Tilsvarende dansk rang | Chefsergent                                     | Chefsergent                           | Seniorsergent                           | Oversergent                   | -                                | -                      | Sergent                       | Korporal                                                   | Korporal                                          | Marinespecialist                        | Marineoverkonstabel             | Marinekonstabel Marineelev |  |  |  |  |  |